# Rob Morrow
Robert Alan Morrow (New Rochelle, New York, 1962. szeptember 21. –) amerikai  színész, rendező.
2005 és 2010 között a Gyilkos számok című sorozat főszereplőjeként Don Eppes FBI-ügynököt alakította. Korábbi híres sorozata a Miért éppen Alaszka?, Dr. Joel Fleischman New York-i zsidó orvos szerepében Golden Globe- és Primetime Emmy-díjakra jelölték.

## Fiatalkora
1962. szeptember 21-én született a New York állambeli New Rochelle-ben, zsidó családba. Édesanyja, Diane Francis fogászasszisztens, édesapja, Murray Morrow lámpatestek gyártásával foglalkozott. Kilencéves korában szülei elváltak.

## Pályafutása
Főszerepet alakított a Miért éppen Alaszka? című sorozatban 1990 és 1995 között. 1994-ben a Kvíz show című filmben játszott John Turturro és Ralph Fiennes mellett. Albert Brooks-szal szerepelt az Anya című 1996-os amerikai vígjátékban. Eredetileg ő alakította volna Douglast a Dr. Moreau szigete (1996) című amerikai horrorfilmben, Marlon Brando és Val Kilmer oldalán, de lecserélték David Thewlisre.
2000-ben szerepet kapott a Gubancos élet című drámában, melyben Tourette-szindrómában szenvedő festőművészt formált meg. 2007-ben Jack Nicholson orvosát játszotta A bakancslista című filmvígjáték-drámában. A 2005-ben indult és 2010-ig sugárzott Gyilkos számok című amerikai sorozatnak főszereplője volt.

## Magánélete
1998-ban vette feleségül Debbon Ayer színésznőt, aki egy epizód erejéig férje mellett játszott a Gyilkos számok 5. évadjában. Lányuk, Tu Morrow 2001-ben született.

## Filmográfia

### Film
| Év   | Magyar cím              | Eredeti cím                  | Szerep            | Magyar hang     |
| ---- | ----------------------- | ---------------------------- | ----------------- | --------------- |
| 1985 | Nyereménynyaralás       | Private Resort               | Ben               | Csonka András   |
| 1985 | Nyereménynyaralás       | Private Resort               | Ben               | Markovics Tamás |
| 1994 | Kvíz-show               | Quiz Show                    | Dick Goodwin      | Zalán János     |
| 1996 | Az utolsó tánc          | Last Dance                   | Rick Hayes        | Alföldi Róbert  |
| 1996 | Anya                    | Mother                       | Jeff Henderson    |                 |
| 1998 |                         | Into My Heart                | Ben               |                 |
| 2000 |                         | Other Voices                 | Jeff              |                 |
| 2000 | Gubancos élet           | Maze                         | Lyle Maze         |                 |
| 2000 | Váratlan apaság         | Labor Pains                  | Ryan Keene        |                 |
| 2001 |                         | Sam the Man                  | Daniel Lenz       |                 |
| 2002 | A guru                  | The Guru                     | Josh Goldstein    |                 |
| 2002 | Császárok klubja        | The Emperor's Club           | James Ellerby     | Czvetkó Sándor  |
| 2002 |                         | Night's Noontime (rövidfilm) | Dr. William Minor |                 |
| 2005 |                         | Going Shopping               | Miles             |                 |
| 2007 | A bakancslista          | The Bucket List              | Dr. Hollins       | Holl Nándor     |
| 2011 | A jó orvos              | The Good Doctor              | Dr. Waylans       | Welker Gábor    |
| 2011 |                         | Interception (rövidfilm)     | Matthew           |                 |
| 2013 | Szerelemre hangszerelve | Begin Again                  | CEO               | Czvetkó Sándor  |
| 2014 |                         | Atlas Shrugged: Part III     | Henry Rearden     |                 |
| 2015 |                         | Lost Soul (dokumentumfilm)   | önmaga            |                 |
| 2015 |                         | Little Loopers               | Big Earl Boyd     |                 |
| 2015 |                         | Night of the Wild            | Dave              |                 |
| 2019 |                         | The Kill Team                | William Briggman  |                 |
| 2023 |                         | Wayward                      | Larry             |                 |

### Televízió
| Év        | Magyar cím                                 | Eredeti cím                                       | Szerep                  | Megjegyzések                                  |
| --------- | ------------------------------------------ | ------------------------------------------------- | ----------------------- | --------------------------------------------- |
| 1980–1992 | Saturday Night Live                        | Saturday Night Live                               | esküdt / önmaga         | 2 epizód                                      |
| 1985      |                                            | Fame                                              | Joey Laurenzano         | 1 epizód                                      |
| 1987      |                                            | Spenser: For Hire                                 | Danny                   | 1 epizód                                      |
| 1987      |                                            | Everything's Relative                             | Eddie Dayton            | 1 epizód                                      |
| 1989      |                                            | Monsters                                          | Vito                    | 1 epizód                                      |
| 1990–1995 | Miért éppen Alaszka?                       | Northern Exposure                                 | Dr. Joel Fleischman     | 102 epizód                                    |
| 1992      |                                            | The Ben Stiller Show                              | önmaga                  | 1 epizód                                      |
| 1998      | Merénylet Lincoln ellen                    | The Day Lincoln Was Shot                          | John Wilkes Booth       | tévéfilm                                      |
| 1998      | Tiltott szerelem                           | Only Love                                         | Matthew Heller          | - tévéfilm - magyar hangja: - Széles Tamás    |
| 2000      | A sötét kék erők                           | The Thin Blue Lie                                 | Jonathan Neumann        | - tévéfilm - magyar hangja: - Csankó Zoltán   |
| 2001      | Töretlen hit                               | Jenifer                                           | Dr. Richard Feldman     | tévéfilm                                      |
| 2002–2003 | Feltételes szabadlábon                     | Street Time                                       | Kevin Hunter            | 33 epizód                                     |
| 2005–2010 | Gyilkos számok                             | Numb3rs                                           | Don Eppes               | 118 epizód                                    |
| 2007      | Apai felügyelet                            | Custody                                           | David Gordon            | tévéfilm                                      |
| 2009      |                                            | The Grean Team                                    | Robbie Blackman         | tévéfilm                                      |
| 2010      |                                            | The Whole Truth                                   | Jimmy Brogan            | 13 epizód                                     |
| 2010–2011 | Törtetők                                   | Entourage                                         | Jim Lefkowitz           | 4 epizód                                      |
| 2012      | CSI: New York-i helyszínelők               | CSI: NY                                           | Leonard Brooks          | 2 epizód                                      |
| 2012–2014 | Phineas és Ferb                            | Phineas and Ferb                                  | eladó / Bernie (hangja) | 2 epizód                                      |
| 2014      |                                            | Mr. Miracle                                       | Harry Mills             | tévéfilm                                      |
| 2015      |                                            | Night of the Wild                                 | Dave                    | tévéfilm                                      |
| 2015      | Esküdt ellenségek: Különleges ügyosztály   | Law & Order: Special Victims Unit                 | Skip Peterson           | 1 epizód                                      |
| 2015      | Texas felemelkedése                        | Texas Rising                                      | James Fannin ezredes    | minisorozat (5 epizód)                        |
| 2015      | Amynek áll a világ                         | Inside Amy Schumer                                | John                    | 1 epizód                                      |
| 2015      |                                            | Sex & Drugs & Rock & Roll                         | J.P.                    | 1 epizód                                      |
| 2016      | American Crime Story: Az O. J. Simpson-ügy | The People v. O. J. Simpson: American Crime Story | Barry Scheck            | 6 epizód                                      |
| 2016–2017 |                                            | The Fosters                                       | Will                    | 4 epizód                                      |
| 2016–2023 | Milliárdok nyomában                        | Billions                                          | Adam DeGiulio bíró      | - 12 epizód - magyar hangja: - Czvetkó Sándor |
| 2017      | Gordon Ramsay – A pokol konyhája           | Hell's Kitchen                                    | önmaga                  | 1 epizód                                      |
| 2017      | A kijelölt túlélő                          | Designated Survivor                               | Abe Leonard             | 5 epizód                                      |
| 2017      | Milo Murphy törvénye                       | Milo Murphy's Law                                 | Mr. Brulee (hangja)     | 1 epizód                                      |
| 2017      |                                            | Flint                                             | Edwards professzor      | tévéfilm                                      |
| 2018      | Bűnös Chicago                              | Chicago P.D.                                      | Evan Gilchrist          | 1 epizód                                      |
| 2019      | Hawaii Five-0                              | Hawaii Five-0                                     | Wes Cullen              | 2 epizód                                      |
| 2021      | Félig üres                                 | Curb Your Enthusiasm                              | Hal Berman              | 1 epizód                                      |
| 2022      |                                            | Super Pumped                                      | Eddy Cue                | 2 epizód                                      |

## Díjak és jelölések
- Golden Globe-díj

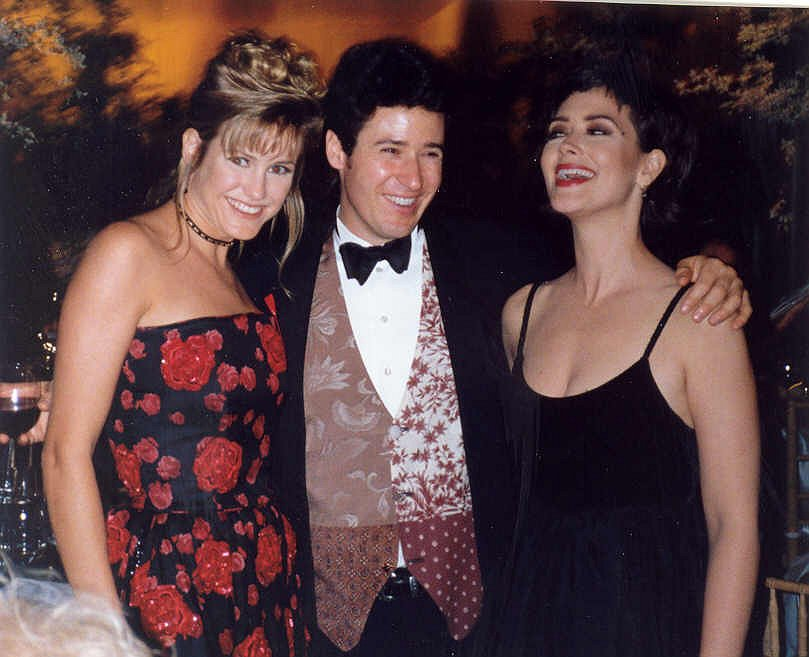
Cynthia Geary, Morrow és Janine Turner a 45. Primetime Emmy-gálán (1993)

  - 1992 jelölés: Legjobb férfi főszereplő (drámasorozat) (Miért éppen Alaszka?)
  - 1993 jelölés: Legjobb férfi főszereplő (drámasorozat) (Miért éppen Alaszka?)
  - 1994 jelölés: Legjobb férfi főszereplő (drámasorozat) (Miért éppen Alaszka?)
- Primetime Emmy-díj
  - 1992 jelölés: Legjobb férfi főszereplő (drámasorozat) (Miért éppen Alaszka?)
  - 1993 jelölés: Legjobb férfi főszereplő (drámasorozat) (Miért éppen Alaszka?)